# Toxorhynchites nepenthicola
Toxorhynchites nepenthicola är en tvåvingeart som beskrevs av Wallace A. Steffan och Neal L. Evenhuis 1982. Toxorhynchites nepenthicola ingår i släktet Toxorhynchites och familjen stickmyggor. Inga underarter finns listade i Catalogue of Life.